# Нижні Йолиші
Нижні Йолиші́ (рос. Нижние Ёлыши, чув. Анатри Юлăш) — присілок у складі Аліковського району Чувашії, Росія. Входить до складу Чувасько-Сорминського сільського поселення.
Населення — 157 осіб (2010; 215 у 2002).
Національний склад:
- чуваші — 98 %